# Кришталь Олег Олександрович
Олег Олександрович Кришталь (5 липня 1945, Київ) — вчений у галузі біофізики, академік Національної академії наук України (1997), доктор біологічних наук (1981), професор (1983), лауреат Державної премії СРСР і України в галузі науки і техніки, один із найчастіше цитованих українських вчених у світі.

## Біографія
Народився 5 липня 1945 р. у Києві y родині науковця-біолога Олександра Пилиповича Кришталя — професора, завідувача кафедри фізіології безхребетних КДУ.
У 1968 році закінчив фізичний факультет Київського державного університету ім. Т. Г. Шевченка за фахом «молекулярна фізика».
З 1970 року — в Інституті фізіології ім. О. О. Богомольця О. Кришталь працював спочатку молодшим, згодом — старшим науковим співробітником, а з 1982 р. і понині завідує відділом фізико-хімічної біології клітинних мембран. У 2003-2010 роках працював заступником директора Інституту фізіології імені О. О. Богомольця НАН України. З 2010 по 2021 роки був директором цієї установи. З 2010 до 2016 був директором Міжнародного центру молекулярної фізіології.
У різні роки працював запрошеним професором в університеті Кюсю (Японія), Гарвардському (США), Мадридському університеті Комплутенсе (Іспанія) та університеті Пенсильванії (США).

## Наукова діяльність
Олег Кришталь є співавтором розробки методу внутрішньоклітинного діаліза нервових клітин, що уможливив вивчення електрофізіологічних властивостей їхньої соми. Також він виявив два фундаментально нових рецептори в нервових клітинах: протон-чутливі іонні канали та іонотропні рецептори до АТФ. 
Результати наукового пошуку О. Кришталя узагальнені у більш як 300 публікаціях у міжнародних та вітчизняних журналах. Він співавтор наукового відкриття — явища вибіркової провідності мембрани соми нервових клітин. Олег Кришталь є одним з найцитованіших українських вчених у світі.
Багато часу вчений приділяє підготовці молодих фахівців різних рівнів: дипломників вищих навчальних закладів, аспірантів, докторів. Під його керівництвом захищено понад 20 кандидатських і докторських дисертацій.
Олег Кришталь — знаний у світі нейрофізіолог. Він працював запрошеним професором в університеті Кюсю (Японія), Гарвардському (США), Мадридському університеті Комплутенсе (Іспанія) та університеті Пенсільванії (США).
Член редакційної ради журналів «Нейрофізіологія», Фізіологічний журнал (Bogomoletz Institute of Physiology), Membranes: Membranes in Life Sciences (MDPI), є президентом Українського фізіологічного товариства та Українського товариства нейронаук.
Колишній вихованець Київського національного університету імені Тараса Шевченка підтримує тісні зв'язки з цим навчальним закладом. У відділі О. О. Кришталя завжди працюють студенти-дипломники, які згодом стають його аспірантами. 
Від 1983 року вчений має звання професора, у 1985 році його обрано членом-кореспондентом РАН, у 1990 році — членом Європейської академії.

## Літературна активність
Крім науки, О. Кришталь захоплюється літературною діяльністю, є автором таких художніх творів як: 
- «Гомункулус» («Moi et mon double»),
- «До співу птахів» (мовою оригіналу: рос. «К пению птиц»),
- «Я і МИ: оптимістичний сценарій»,
- есе «Вікно Моцарта».

## Громадська діяльність
Президент в Українському науковому клубі
Президент Українського Фізіологічного Товариства ім. П.Г. Костюка
Президент Українського товариства нейронаук [Архівовано 11 березня 2022 у Wayback Machine.]

## Відзнаки
- Лауреат Державної премії СРСР.
- Лауреат Державної премії України у галузі науки і техніки.
- Лауреат 2012 року премії НАН України імені О. О. Богомольця за цикл праць «Фізіологія та патологія аферентних систем мозку: розкриття механізмів та розробка новітніх методів медичної корекції» (у співавторстві)[3].
- Лауреат 2013 року премії НАН України імені П. Г. Костюка за цикл праць «Іонні канали плазматичної мембрани» (у співавторстві)[4].
- Лауреат 2023 року премії НАН України імені В. Ю. Чаговця за цикл праць «Механізми найпоширеніших розладів центральної нервової системи ссавців: від клітини до організму» (у співавторстві)[5].

## Деякі публікації
- Алгогенна периферична дія RFa-пептидів / Є. К. Юдін, А. А. Графова, З. А. Тамарова, О. О. Кришталь // Нейрофизиология. — 2005. — 37, N 4. — С. 347—351. — Бібліогр.: 24 назв. — укр.
Ключ. слова: аференти шкіри, RFa-пептиди, С-волокна, ноцицепція
- Відповіді мембрани ізольованих пірамідних нейронів гіпокампа на зміни зовнішньої концентрації калію / В. М. Філіпов, В. Пінченко, Т. М. Волкова, О. О. Кришталь // Нейрофизиология. — 1998. — 30, N 4/5. — С. 319—324. — Бібліогр.: 26 назв. — укр.
- Вплив поліпептидного компонента LSP315 отрути павука Lycosa на Р2Х3 рецептори DRG нейронів щурів / Г. А. Савченко, Я. А. Бойчук, О. О. Кришталь // Фізіол. журн. — 2008. — 54, N 2. — С. 119—120. — укр.
- Дія метистицину на механізми інактивації натрієвих каналів нейронів гіпокампа щурів / О. І. Магура, О. О. Кришталь, Й. Гляйтц // Нейрофизиология. — 1998. — 30, N 4/5. — С. 316—318. — Бібліогр.: 14 назв. — укр.
- Залежність блокуючої дії гінкголіда В на гліцинкеровані канали від субодиничного складу рецепторів / О. Л. Кондрацька, О. І. Фісюнов, О. О. Кришталь // Доп. НАН України. — 2003. — N 3. — С. 179—183. — Бібліогр.: 8 назв. — укр.
- Залежність фармакологічної активності нових NMDA-агоністів та антагоністів від їх хімічної структури / П. В. Лішко, Л. Б. Піотровський, О. П. Максимюк, О. О. Кришталь // Нейрофизиология. — 1999. — 31, N 2. — С. 173—176. — Бібліогр.: 7 назв. — укр.
- Зміна проникності протонактивованих каналів до іонів натрію та кальцію під дією антиоксиданта / А. Л. Федоренко, Н. О. Лозова, Т. М. Волкова, О. О. Кришталь // Нейрофизиология. — 2006. — 38, N 3. — С. 193—197. — Бібліогр.: 21 назв. — укр.
- Кінетичні характеристики взаємодії токсину omega — СТх — GVIA з кальцієвими каналами N-типу в нейронах гіпокампа щура / А. І. Фісюнов, О. О. Кришталь // Нейрофизиология. — 1998. — 30, N 4/5. — С. 348—352. — Бібліогр.: 20 назв. — укр.
- Міжнейронна сигналізація, опосередкована транссинаптичною дифузією нейротрансмітерів / М. В. Копаниця, Я. А. Бойчук, Н. О. Лозова, О. О. Кришталь // Фізіол. журн. — 1999. — 45, N 4. — С. 132—147. — Бібліогр.: 95 назв. — укр.
- Модулирующее воздействие гиперфорина на кальциевые каналы Р-типа в мембране нейронов Пуркинье мозжечка крыс / А. И. Фисюнов, Н. А. Лозовая, Т. Ш. Цинцадзе, Н. М. Яценко, С. Чаттерджи, О. А. Крышталь // Нейрофизиология. — 2001. — 33, N 1. — С. 8-14. — Библиогр.: 14 назв. — рус.
- Модуляція редокс-реагентами АТФ-активованих струмів у нейронах вузлуватого ганглія щурів / А. Л. Федоренко, Н. О. Лозова, Т. М. Волкова, О. О. Кришталь // Нейрофизиология. — 2006. — 38, N 2. — С. 113—118. — Бібліогр.: 26 назв. — укр.
- Регуляція високопорогових кальцієвих каналів іонами натрію в нейронах центральної нервової системи ссавців / О. П. Максимюк, Н. О. Лозова, В. В. Хмиз, О. О. Кришталь // Доп. НАН України. — 2002. — N 5. — С. 192—196. — Бібліогр.: 11 назв. — укр.
- Свойства протонактивируемых ионных каналов в сенсорных нейронах крыс / О. И. Островская, Т. М. Волкова, О. А. Крышталь // Нейрофизиология. — 2003. — 35, N 2. — С. 90-98. — Библиогр.: 19 назв. — рус.
- Фармакологічні властивості калійактивованого вхідного струму в пірамідних нейронах гіпокампа / В. М. Філіпов, О. О. Кришталь // Нейрофизиология. — 1999. — 31, N 1. — С. 58-62. — Бібліогр.: 25 назв. — укр.